# Jan Beinßen

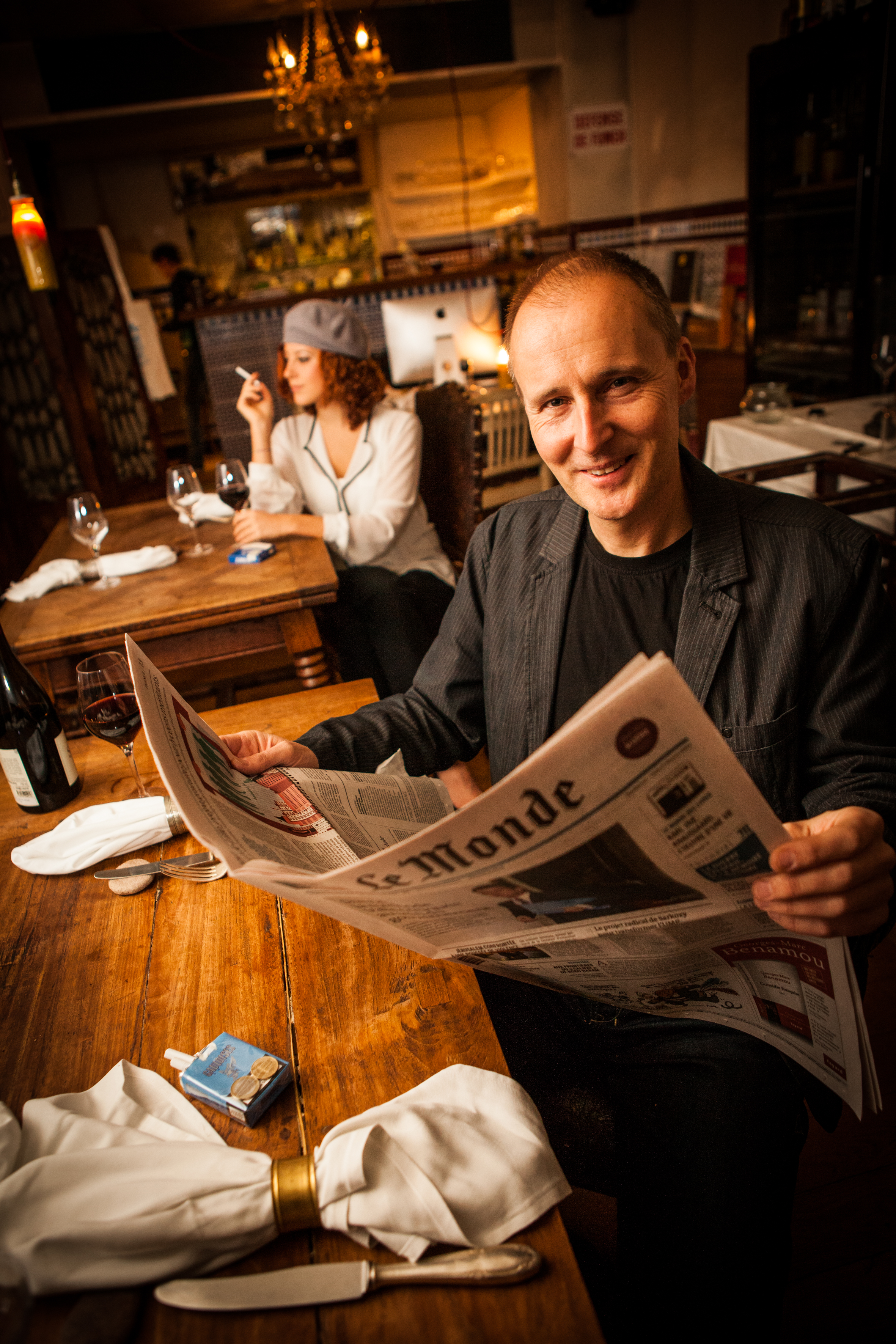
Jan Beinßen (2014)

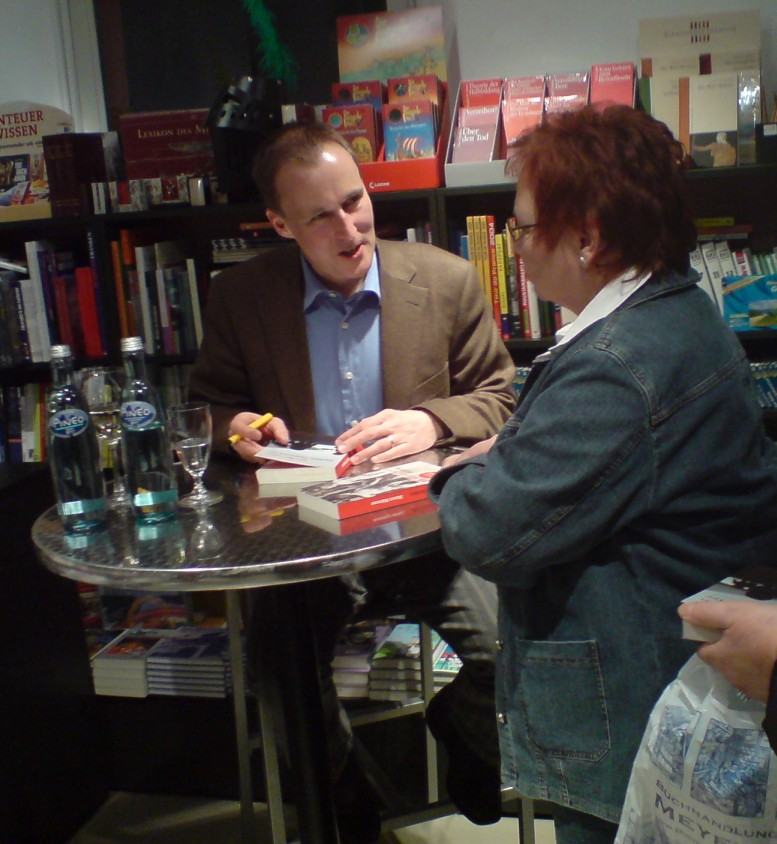
Jan Beinßen bei einer Lesung in Weißenburg

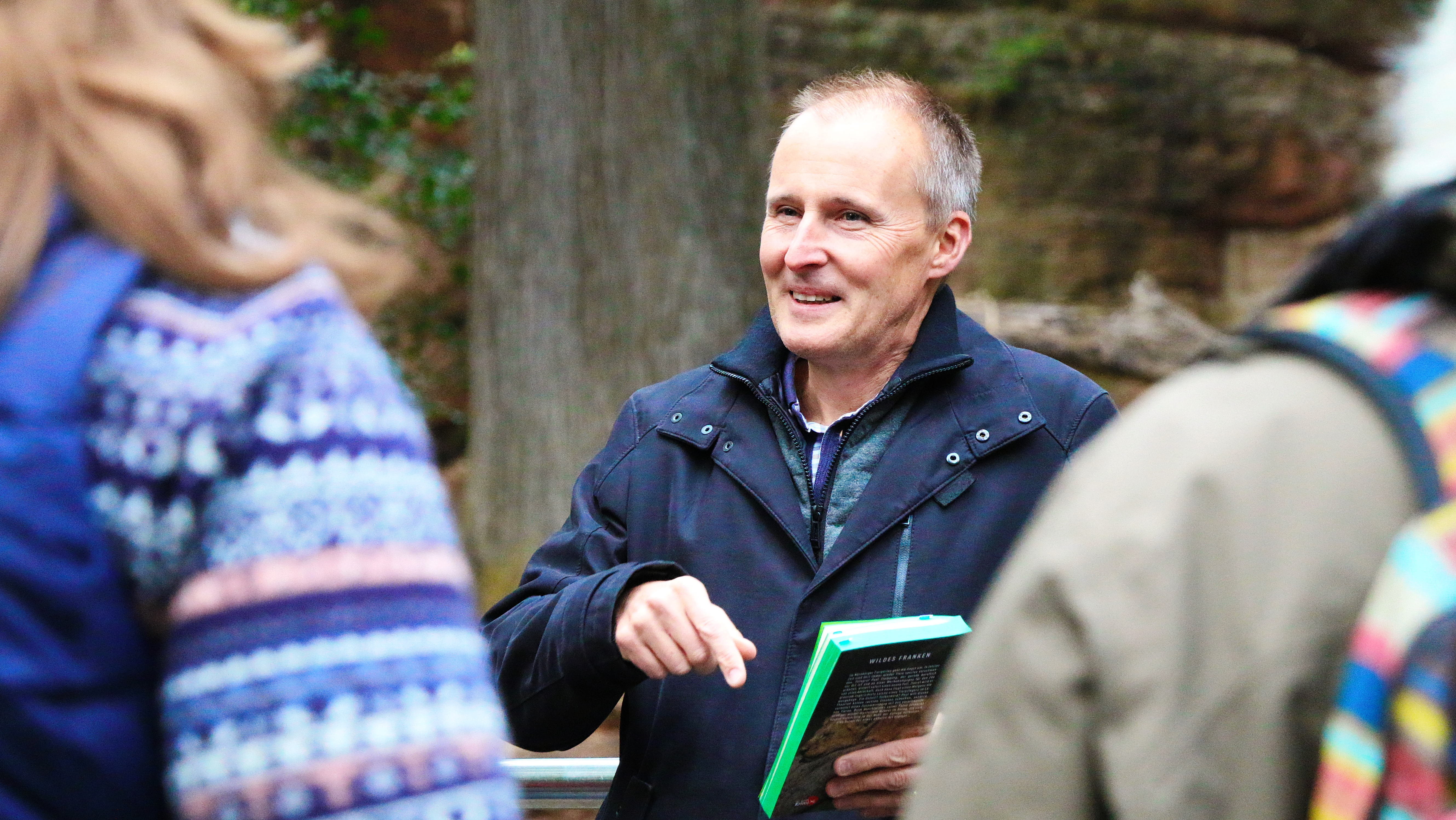
Jan Beinßen bei seiner Krimiführung im Tiergarten Nürnberg 2016

Jan Beinßen (* 30. Januar 1965 in Stadthagen) ist ein deutscher Schriftsteller von Kriminalromanen. Bekannt ist er vorwiegend für seine Regionalkrimis. Seine Krimiserie um den Fotografen Paul Flemming spielt in Nürnberg. Unter den Pseudonymen Jean Jacques Laurent und Jules Besson schreibt er auch Frankreich-Krimis.

## Biografie
Nach Schule, Bundeswehr und begonnenem Germanistikstudium in Hannover erfolgte ab 1987 ein Volontariat bei einer Tageszeitung in Stadthagen. Ab 1989 arbeitete er vier Jahre als Redakteur in Hameln. Beinßen kam 1993 von Hameln nach Nürnberg, wo er seitdem als Journalist tätig ist. Ab 1993 war er Redakteur bei der Abendzeitung in Nürnberg, zuletzt als Leiter der Lokalredaktion Nürnberg. Seit 2003 arbeitet er im Hauptberuf bei der Flughafen Nürnberg GmbH als Redakteur/PR-Journalist.
Jan Beinßen ist verheiratet und hat drei Kinder. Er lebt seit 1997 in Herzogenaurach und wurde 2015 mit dem Kulturpreis der Stadt ausgezeichnet.

## Werk
Beinßens erster Roman hatte den Titel Zwei Frauen gegen die Zeit, erschienen im Verlag Reclam Leipzig. Im selben Verlag ist auch der Roman Die Genfalle erschienen. Es folgte der Roman Messers Schneide im Verlag der Criminale.
Bekannt wurde er hauptsächlich durch seine Regionalromane, die in Nürnberg spielen und mit ihren Titeln wie Dürers Mätresse, Sieben Zentimeter, Hausers Bruder, Die Meisterdiebe von Nürnberg oder Lebkuchen mit Bittermandel auf die Geschichte oder kulturelle Besonderheiten der Stadt anspielen. Alle sind im Verlag ars vivendi erschienen. 2010 erschien im selben Verlag Gesalzen und gepfeffert, eine Mischung aus Kurzkrimis und Rezepten rund um den Protagonisten der Nürnbergkrimis Paul Flemming.
Des Weiteren schreibt Beinßen unter Pseudonymen Frankreichkrimis. Eine im fiktiven elsässischen Städtchen Rebenheim spielende Serie um den Gendarmerie-Major Jules Gabin erschien ab 2016 unter dem Namen Jean Jacques Laurent. 2019 erschien unter dem Namen Jules Besson der erste Band mit Monsieur Keller, einem auf einem Hausboot in Frankreich lebenden pensionierten Kommissars. Die Figur des Konrad Keller war einige Jahre zuvor bereits als Ermittler in zwei Nürnberger Beinßen-Krimis aufgetreten.
Mitgewirkt hat Jan Beinßen auch bei den Postcard Stories Crime und der Anthologie Tatort Franken.
Beinßen ist Mitglied im Syndikat, der Autorengruppe deutschsprachiger Kriminalliteratur. Von dieser wird jedes Jahr die Criminale organisiert, auf der sich die deutschsprachigen Kriminalautoren mit ihren Werken präsentieren.

## Veröffentlichungen

### Paul-Flemming-Reihe
- Dürers Mätresse - Paul Flemmings erster Fall. Orig.-Ausg., 9. Auflage. Ars Vivendi, Cadolzburg 2005, ISBN 3-89716-695-X.
  - Dürers Mätresse - Paul Flemmings erster Fall. Ungekürzte TB-Ausg., 1. Auflage. Piper, München 2009, ISBN 978-3-492-25476-2.
- Sieben Zentimeter - Paul Flemmings zweiter Fall. Orig.-Ausg., 4. Auflage. Ars Vivendi, Cadolzburg 2006, ISBN 3-89716-710-7.
  - Pikante Sünden - Paul Flemmings zweiter Fall. Ungekürzte TB-Ausg., 1. Auflage. Piper, München 2010, ISBN 978-3-492-25477-9.
- Hausers Bruder - Paul Flemmings dritter Fall. Orig.-Ausg., 3. Auflage. Ars Vivendi, Cadolzburg 2007, ISBN 978-3-89716-812-1.
  - Hausers Bruder - Paul Flemmings dritter Fall. Ungekürzte TB-Ausg., 1. Auflage. Piper, München 2011, ISBN 978-3-492-25478-6.
- Die Meisterdiebe von Nürnberg - Paul Flemmings vierter Fall. Orig.-Ausg., 1. Auflage. Ars Vivendi, Cadolzburg 2009, ISBN 978-3-89716-195-5.
  - Die Meisterdiebe von Nürnberg - Paul Flemmings vierter Fall. Ungekürzte TB-Ausg., 1. Auflage. Piper, München 2011, ISBN 978-3-492-25479-3.
- Herz aus Stahl - Paul Flemmings fünfter Fall. Orig.-Ausg., 2. Auflage. Ars Vivendi, Cadolzburg 2009, ISBN 978-3-89716-687-5.
- Gesalzen und gepfeffert - Paul Flemmings pikanteste Fälle (Ein Krimikochbuch). Orig.-Ausg., 1. Auflage. Ars Vivendi, Cadolzburg 2010, ISBN 978-3-89716-991-3.
- Das Phantom im Opernhaus - Paul Flemmings sechster Fall. Orig.-Ausg., 1. Auflage. Ars Vivendi, Cadolzburg 2010, ISBN 978-3-86913-040-8.
- Lebkuchen mit Bittermandel - Ein Fall für Paul Flemming. Orig.-Ausg., 1. Auflage. Ars Vivendi, Cadolzburg 2011, ISBN 978-3-86913-099-6.
- Die Paten vom Knoblauchsland - Paul Flemmings siebter Fall. Orig.-Ausg., 1. Auflage. Ars Vivendi, Cadolzburg 2012, ISBN 978-3-86913-113-9.
- Und wenn das vierte Lichtlein brennt… - Ein Fall für Paul Flemming. Orig.-Ausg., 2. Auflage. Ars Vivendi, Cadolzburg 2012, ISBN 978-3-86913-171-9.
- Lokalderby - Paul Flemmings achter Fall. Orig.-Ausg., 1. Auflage. Ars Vivendi, Cadolzburg 2013, ISBN 978-3-86913-194-8.
- Die Schäufele-Verschwörung - Paul Flemmings neunter Fall. Orig.-Ausg., 1. Auflage. Ars Vivendi, Cadolzburg 2014, ISBN 978-3-86913-469-7.
- Sechs auf Kraut - Paul Flemmings zehnter Fall. Orig.-Ausg., 1. Auflage. Ars Vivendi, Cadolzburg 2015, ISBN 978-3-86913-577-9.
- Tod im Tiergarten - Paul Flemmings elfter Fall. Orig.-Ausg., 1. Auflage. Ars Vivendi, Cadolzburg 2016, ISBN 978-3-86913-728-5.
- Frankenwein und eine Leiche - Paul Flemmings zwölfter Fall. Orig.-Ausg., 1. Auflage. Ars Vivendi, Cadolzburg 2017, ISBN 978-3-86913-860-2.
- Tod am fränkischen Himmel - Paul Flemmings dreizehnter Fall. Orig.-Ausg., 1. Auflage. Ars Vivendi, Cadolzburg 2018, ISBN 978-3-86913-984-5.
- Kärwakiller - Paul Flemmings vierzehnter Fall. Orig.-Ausg., 1. Auflage. Ars Vivendi, Cadolzburg 2019, ISBN 978-3-7472-0014-8.
- Paul Flemming und die Bombe in der Weihnachtsgans. Orig.-Ausg., 1. Auflage. Ars Vivendi, Cadolzburg 2019, ISBN 978-3-7472-0098-8.
- Die kopflose Braut - Paul Flemmings fünfzehnter Fall. Orig.-Ausg., 1. Auflage. Ars Vivendi, Cadolzburg 2020, ISBN 978-3-7472-0214-2.
- Sebalds Fluch - Paul Flemmings sechzehnter Fall. Orig.-Ausg., 1. Auflage. Ars Vivendi, Cadolzburg 2022, ISBN 978-3-7472-0426-9.
- Das Ungeheuer vom Brombachsee - Paul Flemmings siebzehnter Fall. Orig.-Ausg., 1. Auflage. Ars Vivendi, Cadolzburg 2023, ISBN 978-3-7472-0477-1.
- Das Fenster zur Burg. Paul Flemmings 18. Fall. Ars Vivendi, Cadolzburg 2024, ISBN 978-3-7472-0601-0.
- Das Meerrettich-Komplott. Paul Flemmings schärfster Fall. Ars Vivendi, Cadolzburg 2025, ISBN 978-3-7472-0662-1.

### Jules-Gabin-Reihe (unter dem Pseudonym Jean Jacques Laurent)
- Elsässer Erbschaften - Ein Fall für Major Jules Gabin (Le 1er cas). Orig.-Ausg., 1. Auflage. Piper, München 2016, ISBN 978-3-492-06019-6.
- Elsässer Sünden - Ein Fall für Major Jules Gabin (Le 2e cas). Orig.-Ausg., 1. Auflage. Piper, München 2018, ISBN 978-3-492-06048-6.
- Elsässer Versuchungen - Ein Fall für Major Jules Gabin (Le 3e cas). Orig.-Ausg., 1. Auflage. Piper, München 2018, ISBN 978-3-492-06076-9.
- Elsässer Verfehlungen - Ein Fall für Major Jules Gabin (Le 4e cas). Orig.-Ausg., 1. Auflage. Piper, München 2018, ISBN 978-3-492-06110-0.
- Elsässer Intrigen - Ein Fall für Major Jules Gabin (Le 5e cas). Orig.-Ausg., 1. Auflage. Piper, München 2020, ISBN 978-3-492-24100-7.
- Elsässer Machenschaften - Ein Fall für Major Jules Gabin (Le 6e cas). Orig.-Ausg., 1. Auflage. Piper, München 2022, ISBN 978-3-492-31749-8.
- Elsässer Rache - Ein Fall für Major Jules Gabin (Le 7e cas). Orig.-Ausg., 1. Auflage. Gmeiner, Meßkirch 2023, ISBN 978-3-938204-80-1.
- Elsässer Bescherung – Ein Fall für Major Jules Gabin (Le 8e cas). Gmeiner, Meßkirch 2024, ISBN 978-3-8392-0695-9.

### Nürnberg-Krimis (Konrad-Keller-/Monsieur-Keller-Romane)
- Familienpakt. Orig.-Ausg., 1. Auflage. Gmeiner, Meßkirch 2012, ISBN 978-3-8392-3927-8.
- Die Tote im Volksbad. Orig.-Ausg., 1. Auflage. ars vivendi, Cadolzburg 2018, ISBN 978-3-86913-277-8 (Teil der Kurzkrimi-Edition KrimiSnack).
- Bärentod – Die Akte Nürnberg. Orig.-Ausg., 1. Auflage. ars vivendi, Cadolzburg 2021, ISBN 978-3-7472-0306-4 (Keller und Marušić ermitteln).

### Hausboot-Krimis – Monsieur Keller ermittelt (unter dem Pseudonym Jules Besson)
- Die Toten von Carcassonne. Orig.-Ausg., 1. Auflage. Piper, München 2019, ISBN 978-3-492-06130-8.
- Mord im Burgund. Orig.-Ausg., 1. Auflage. Piper, München 2021, ISBN 978-3-492-06180-3.

### Weserberglandkrimis
- Todesstreich. 1. Auflage. CW Niemeyer Buchverlage GmbH, Hameln 2011, ISBN 978-3-8271-9408-4.
  - Messers Schneide. Verl. der Criminale, München 2001, ISBN 3-935284-68-3 (Originalausgabe von Todesstreich).
- Steinzeichen. 1. Auflage. CW Niemeyer Buchverlage GmbH, Hameln 2012, ISBN 978-3-8271-9417-6.

### Mitwirkung bei Anthologien
- Postcard Stories Crime 2. Orig.-Ausg., 1. Auflage. Ars Vivendi, Cadolzburg 2008, ISBN 978-3-89716-922-7.
- Tatort Franken. Orig.-Ausg., 1. Auflage. Ars Vivendi, Cadolzburg 2009, ISBN 978-3-89716-930-2.
- Der Pelzmärtelmörder. Orig.-Ausg., 1. Auflage. Ars Vivendi, Cadolzburg 2010, ISBN 978-3-86913-045-3.
- Tatort Franken 2. Orig.-Ausg., 1. Auflage. Ars Vivendi, Cadolzburg 2011, ISBN 978-3-86913-061-3.
- Kältestarre - 13 Krimis aus Franken zum Frösteln. Orig.-Ausg., 1. Auflage. Ars Vivendi, Cadolzburg 2011, ISBN 3-86913-102-0.
- Ein Herz für Franken - 66 launige Liebeserklärungen. Orig.-Ausg., 1. Auflage. Ars Vivendi, Cadolzburg 2013, ISBN 3-86913-282-5.
- Die toten Augen von Nürnberg. Orig.-Ausg., 1. Auflage. Ars Vivendi, Cadolzburg 2014, ISBN 3-86913-466-6.
- Tatort Christkindlesmarkt - 12 Kurzkrimis aus Franken zur Weihnachtszeit. Orig.-Ausg., 1. Auflage. Ars Vivendi, Cadolzburg 2016, ISBN 3-86913-729-0.
- Eine Bierleiche zum Dessert. Orig.-Ausg., 1. Auflage. Ars Vivendi, Cadolzburg 2016, ISBN 3-86913-627-8.
- Tod auf Fränkisch. 10 Kriminalgeschichten. Orig.-Ausg., 1. Auflage. Ars Vivendi, Cadolzburg 2017, ISBN 978-3-86913-726-1.

### Alleinstehende Werke
- Die Genfalle. 1. Auflage. Reclam, Leipzig 1998, ISBN 3-379-01639-X.

- Familienpakt. 1. Auflage. Gmeiner, Meßkirch 2012, ISBN 978-3-8392-1303-2.

- Görings Plan. 1. Auflage. Ars Vivendi, Cadolzburg 2014, ISBN 3-86913-420-8.

- Mord im Santa-Express. 1. Auflage. Ars Vivendi, Cadolzburg 2020, ISBN 978-3-492-30162-6.

- Der Wintermordclub. 1. Auflage. Piper, München 2022, ISBN 978-3-492-31826-6.

- Der Sommermordclub. 1. Auflage. Piper, München 2024, ISBN 978-3-492-32015-3.

mit Felix Beinßen und Ralf Lang (Fotos)
- Escape Christmas. 1. Auflage. Ars Vivendi, Cadolzburg 2021, ISBN 978-3-7472-0324-8 (24-tlg. Escape-Geschichte in einer Adventskalender-Reihe).

### Gabriele-Doberstein/Sina-Rubov-Trilogie
- Feuerfrauen. 3. Auflage. Gmeiner, Meßkirch 2010, ISBN 978-3-8392-1043-7.
  - Zwei Frauen gegen die Zeit. Orig.-Ausg., 1. Auflage. Reclam, Leipzig 1997, ISBN 3-379-01576-8 (Originalausgabe von Feuerfrauen).
- Goldfrauen. Orig.-Ausg., 1. Auflage. Gmeiner, Meßkirch 2010, ISBN 978-3-8392-1097-0.
- Todesfrauen. Orig.-Ausg., 1. Auflage. Gmeiner, Meßkirch 2011, ISBN 978-3-8392-1196-0.